# Півень (геральдика)

Герб Валонії

Герб Кенії

Півень символізує військову хоробрість, релігійну наснагу. На думку відомого геральдиста Лакієра, півень — символ боротьби і бою. Півень — один із національних символів  Франції. Був священним у  Галлії; саме словосполучення засноване на каламбурі: лат. gallus одночасно означає і «галл» і «півень». Кольором ув гербі можуть виділятися (на відміну від решти тіла) його гребінець і борідка (crete et barbe). Відкритий дзьоб, наче б півень співає (chantant), вважається готовим вступити в бій (hardi), якщо нога у нього піднята.

## Галерея